# باشگاه ورزشی مسیمیر
باشگاه ورزشی المسیمیر یک باشگاه چندکاربردی قطری است. بخش ورزش فوتبال آن لیگ دسته دوم قطر بازی می‌کند.

## بازیکنان برجسته
ایرانی
- محمد نوری